# Thomas County (Kansas)
Thomas County je okres ve státě Kansas v USA. K roku 2010 zde žilo 7 900 obyvatel. Správním městem okresu je Colby. Celková rozloha okresu činí 2 784 km².